# Sobór Świętego Włodzimierza w Kijowie
Sobór Świętego Włodzimierza (ukr. Патріарший кафедральний собор св. Володимира) – sobór położony w centrum Kijowa przy ulicy Szewczenki; do czasu utworzenia Kościoła Prawosławnego Ukrainy był główną świątynią Ukraińskiego Kościoła Prawosławnego Patriarchatu Kijowskiego.

## Historia
W 1852 metropolita moskiewski Filaret zainicjował budowę nowego soboru w Kijowie dla uczczenia 900. rocznicy chrztu Rusi Kijowskiej dokonanego przez Włodzimierza Wielkiego. Dzięki wielu datkom od osób prywatnych z całego Imperium Rosyjskiego w 1859 fundusz budowy soboru dysponował sumą 100 tys. rubli. Milion cegieł przekazali zakonnicy z ławry Peczerskiej. Pierwszy projekt budynku – monumentalnej cerkwi o trzynastu kopułach – wykonał petersburski architekt Iwan Sztrom. Plan ten zatwierdził car Mikołaj I, jednak nie był on możliwy do realizacji z braku pieniędzy. Projekt zmodyfikował Pawło Sparro, architekt z Kijowa, usuwając z niego sześć kopuł. Niezadowolony z drugiego projektu metropolita kijowski poprosił Aleksandra Berettiego o wykonanie trzeciego planu, mieszczącego się w możliwych kosztach i zarazem nadającego świątyni oczekiwany monumentalizm. Beretti zachował siedem kopuł, ale powiększył rozmiary nawy, co wywołało satysfakcjonujący jego mocodawców efekt. 
Prace budowlane nadzorowane przez Berettiego postępowały bez problemów do jesieni 1864, kiedy okazało się, że część kolumn wewnątrz obiektu nie wytrzymuje ciężaru dachu. Dwa lata później powstała groźba całkowitego zawalenia się już wybudowanej część soboru. Chociaż Beretti oskarżył robotników budowlanych o niestaranną pracę, został odsunięty od robót. Budowa stanęła; dopiero interwencja nowego cara Aleksandra II przyczyniła się do jej kontynuacji, którą zajęli się Rudolf Berdngard i Władimir Nikołajew. Ukończyli oni pracę w 1882. Dalsze czternaście lat zajęło wykańczanie dekoracji malarskiej we wnętrzu soboru. Na uroczystym poświęceniu świątyni obecny był car Mikołaj II. 
Sobór został uszkodzony w czasie wojny polsko-bolszewickiej, a w czasach radzieckich został zmieniony w muzeum religii i ateizmu, które funkcjonowało w nim do wybuchu II wojny światowej. Po wojnie cerkiew była czynna i całkowicie otwarta dla wiernych i turystów. Stanowiła katedrę Egzarchatu Ukraińskiego, a w 1988 odbywały się w niej wielkie uroczystości tysiąclecia chrztu Rusi. 
Po upadku ZSRR doszło do sporu o tytuł własności cerkwi między Ukraińskim Kościołem Prawosławnym Patriarchatu Moskiewskiego i nowo powstałym Ukraińskim Kościołem Prawosławnym Patriarchatu Kijowskiego, który zakończył się przejęciem soboru przez tę drugą organizację kościelną, choć nie była ona uznawana za kanoniczną. Wszystkie nabożeństwa w cerkwi odbywają się w języku ukraińskim.
Od grudnia 2018 r. świątynia należy do Kościoła Prawosławnego Ukrainy.

## Architektura

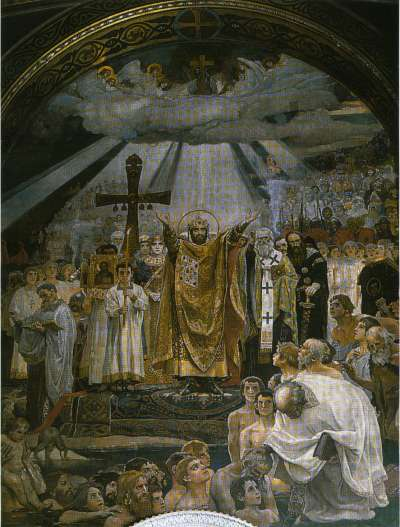
Chrzest Kijowa

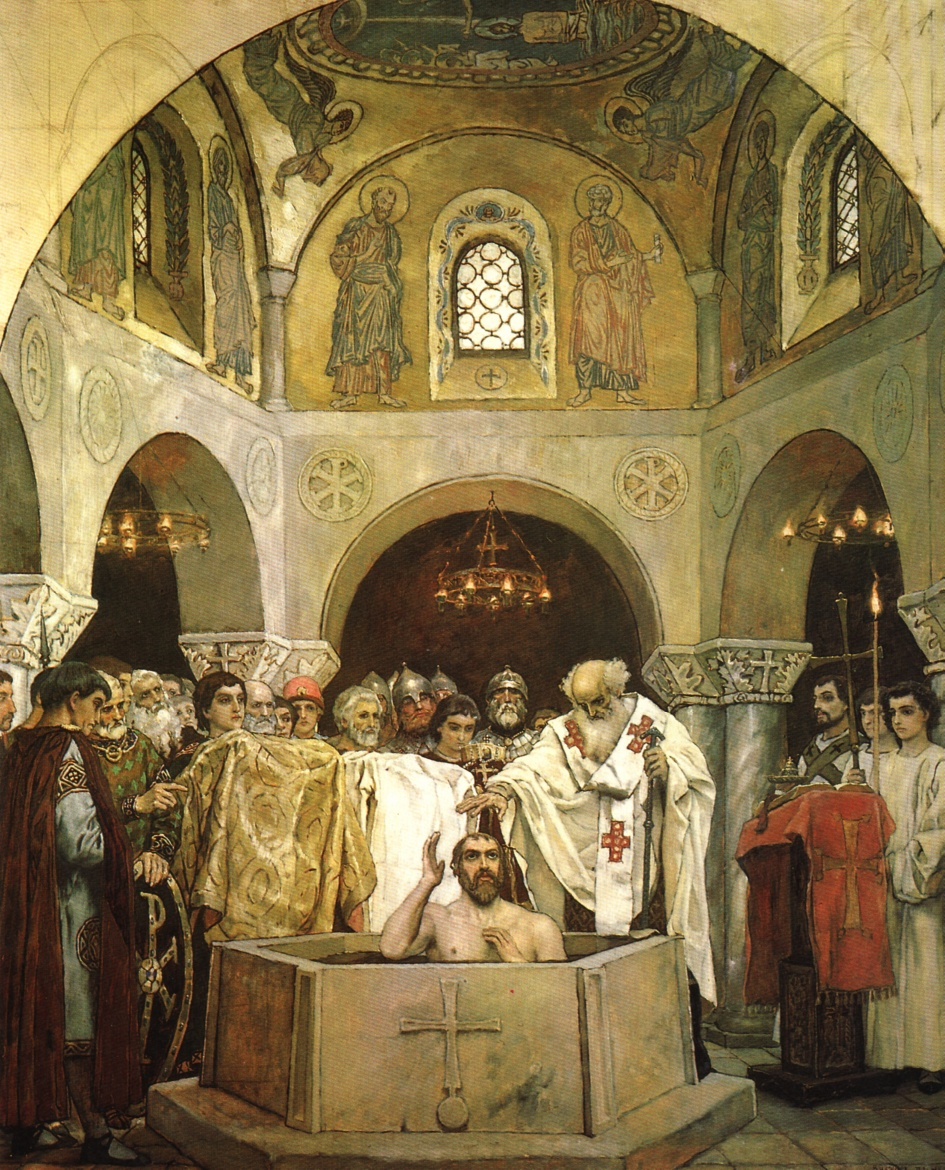
Chrzest św. Włodzimierza

Obiekt jest utrzymany w stylu bizantyjskim. Cerkiew jest sześcioprzęsłowa, zwieńczona siedmioma kopułami. W najwyższym miejscu jej wysokość wynosi 49 metrów. 
Wejście do świątyni pokrywają rzeźby z brązu przedstawiające św. Olgę i św. Włodzimierza na niebieskim tle, wykonane przez R.Bacha i H. Zajemana. Wnętrze soboru jest bogato zdobione mozaiką wykonaną przez artystów przybyłych z Wenecji, freski przygotowywał zespół pod nadzorem A. Prachowa, w którego skład wchodzili m.in. S.Kostenko, W. Kotarbiński, M. Pymonenko, P. Swedomski, W. Wasniecow, M.Wrubel i W.Zamirajło. Najsłynniejszą częścią dekoracji malarskiej jest wykonane przez Wasniecowa malowidło Matka Boska z Dzieciątkiem. Ikonostas w soborze wykonany jest z białego marmuru z Carrary. Po 1890 dalsze dekoracje wnętrza wykonywał Michaił Niestierow.